# ماتئو آهلینوی
ماتئو آهلینوی (انگلیسی: Mattéo Ahlinvi؛ زادهٔ ۲ ژوئیهٔ ۱۹۹۹) بازیکن فوتبال اهل بنین است که در پست هافبک بازی می‌کند.
از باشگاه‌هایی که در آن بازی کرده‌است می‌توان به باشگاه فوتبال نیم المپیک اشاره کرد.
وی همچنین در تیم‌های ملی فوتبال زیر ۱۹ سال فرانسه و بنین بازی کرده‌است.